# Megalithanlagen von Rixö
Die Megalithanlagen von Rixö, das Ganggrab (schwedisch Rixö gånggrift) und der Dolmen (schwedisch Rixö dösen), stammen aus der Jungsteinzeit (etwa 3500–2800 v. Chr.) und sind Megalithanlagen der Trichterbecherkultur (TBK). Sie liegen im Norden des Weilers Rixö (nicht auf der Insel Ryxö) südwestlich von Brastad im Norden der Lysekils kommun im Bohuslän in Schweden.
Der massive Deckstein des Ganggrabes liegt als einzig sichtbarer Teil der ansonsten im Hügel verborgenen Anlage im Vorgarten eines Hauses am Kvarndalsvägen in Rixö. Er liegt etwa 11 Meter von den aus vier stehenden Platten bestehenden Überresten des Dolmen von Rixö. Beide sind von der Straße aus zu sehen.
In der Nähe liegen das Ganggrab von Hagan und der Vinbräckastenen.